# Apostolska nunciatura v Demokratični republiki Kongo
Apostolska nunciatura v Demokratični republiki Kongo je diplomatsko prestavništvo (veleposlaništvo) Svetega sedeža v Demokratični republiki Kongo, ki ima sedež v Kinšasi-Gombeju.
Trenutni apostolski nuncij je Adolfo Tito Yllana.

## Seznam apostolskih nuncijev
- Giovanni Battista Dellepiane (18. januar 1930–12. januar 1949)
- Gastone Mojaisky-Perrelli (1960–1962)
- Vito Roberti (1963–15. avgust 1965)
- Bruno Torpigliani (3. avgust 1968–6. junij 1973)
- Lorenzo Antonetti (29. junij 1973–15. junij 1977)
- Edoardo Rovida (13. avgust 1977–7. marec 1981)
- Josip Uhač (3. junij 1981–3. avgust 1984)
- Alfio Rapisarda (29. januar 1985–2. junij 1992)
- Faustino Sainz Muñoz (7. oktober 1992–21. januar 1999)
- Francisco-Javier Lozano (20. marec 1999–2001)
- Giovanni d'Aniello (15. december 2001–22. september 2010)
- Adolfo Tito Yllana (20. november 2010–17. februar 2015)
- Luis Mariano Montemayor (22. junij 2015–27. september 2018)
- Ettore Balestrero (6. julij 2018–21. junij 2023)
- Mitja Leskovar (16. april 2024–danes)